# Ferrocarril en Colombia
La red ferroviaria de Colombia tiene una longitud total de 3 553 km. De ellos tan solo un total de 150 km tienen el ancho estándar de 1 435 mm y que conectan las minas de carbón del Cerrejón al puerto marítimo de Puerto Bolívar en la bahía Portete, en tanto otros 3 592 km son de vía estrecha de 914 mm, de los cuales 1 615 km aún están en uso. La compañía de ferrocarriles de propiedad estatal (Ferrocarriles Nacionales de Colombia) fue liquidada en la década de 1990. En la actualidad, los únicos  trenes de pasajeros son turísticos, tales como el Tren Turístico de la Sabana entre Bogotá y Zipaquirá. Además un funicular funciona hasta el cerro de Monserrate en Bogotá.

## Historia
La historia de los ferrocarriles en Colombia inicia desde 1835, año en el que el Congreso de la Nueva Granada expidió una ley que otorgaba concesiones de ferrocarril a los cantones de Panamá y Portobelo para tender en una vía férrea a través del istmo. Esta se concretó con la construcción del Ferrocarril de Panamá entre 1849 y 1854 con capital privado estadounidense, y consistió en un paso seco de 77 km que atravesaba dicho istmo y ayudaba al traspaso de mercancías entre los océanos Atlántico y Pacífico. Si bien esta empresa se consideró la más altamente rentable en el mundo para su época, su incidencia en el progreso del país fue prácticamente nula.
Para 1865 se iniciaron una serie de líneas en el interior del país, comenzando en Barranquilla, Cúcuta, Medellín, Cali, Santa Marta, La Dorada, sabana de Bogotá y Girardot, con el fin de conectar los principales centros urbanos con el sistema fluvial (principalmente los ríos Magdalena y Cauca) o con los puertos y obtener un transporte de carga intermodal y facilitar el comercio exterior, en especial de materias primas. En 1871 se inauguró el primer ferrocarril entre Barranquilla y la Bahía de Sabanilla, era el ferrocarril de Bolivar. Este sistema se concretó entre 1878 y 1935 y fue financiado por la nación (50%), sector privado (30%), departamentos (13%) y el resto por asociaciones mixtas. La financiación de muchas de dichas obras se efectuó haciendo emisión de dinero.
A pesar de las intenciones de construir y expandir la red férrea, estos corredores no se ejecutaron en su totalidad por diversos problemas en su estructuración, en especial contratos fallidos, pleitos, sobrecostos, problemas ambientales, errores técnicos, tardanzas inexplicables, corrupción, ingenuidad de los negociadores y problemas con las comunidades aledañas a la red. Sumado a esto la topografía de Colombia hizo difícil llevar a cabo trabajos como construcción de túneles y tensión de las líneas, lo que generaba maniobras peligrosas de los trenes.

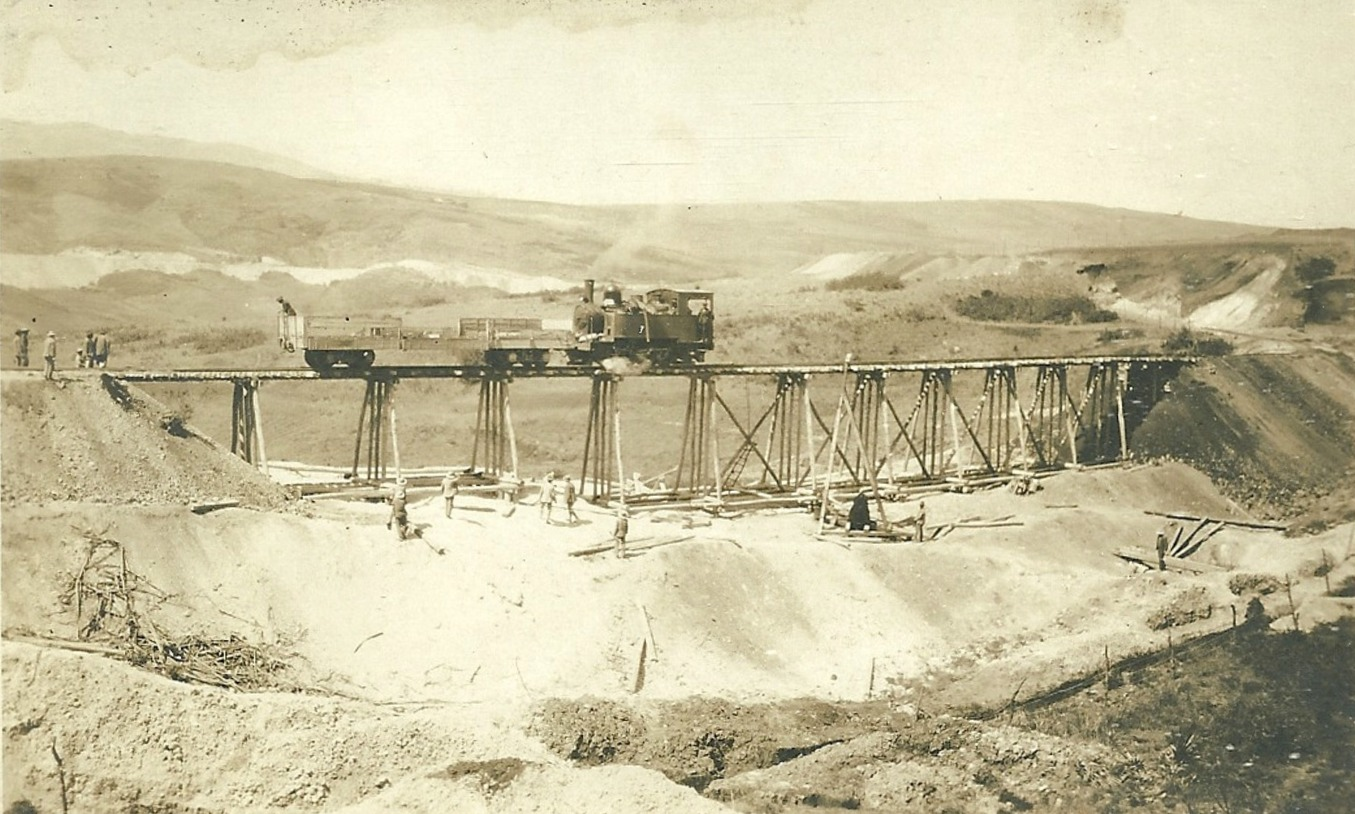
Construcción de la vía entre el Puente de Boyacá y Samacá, 1925.

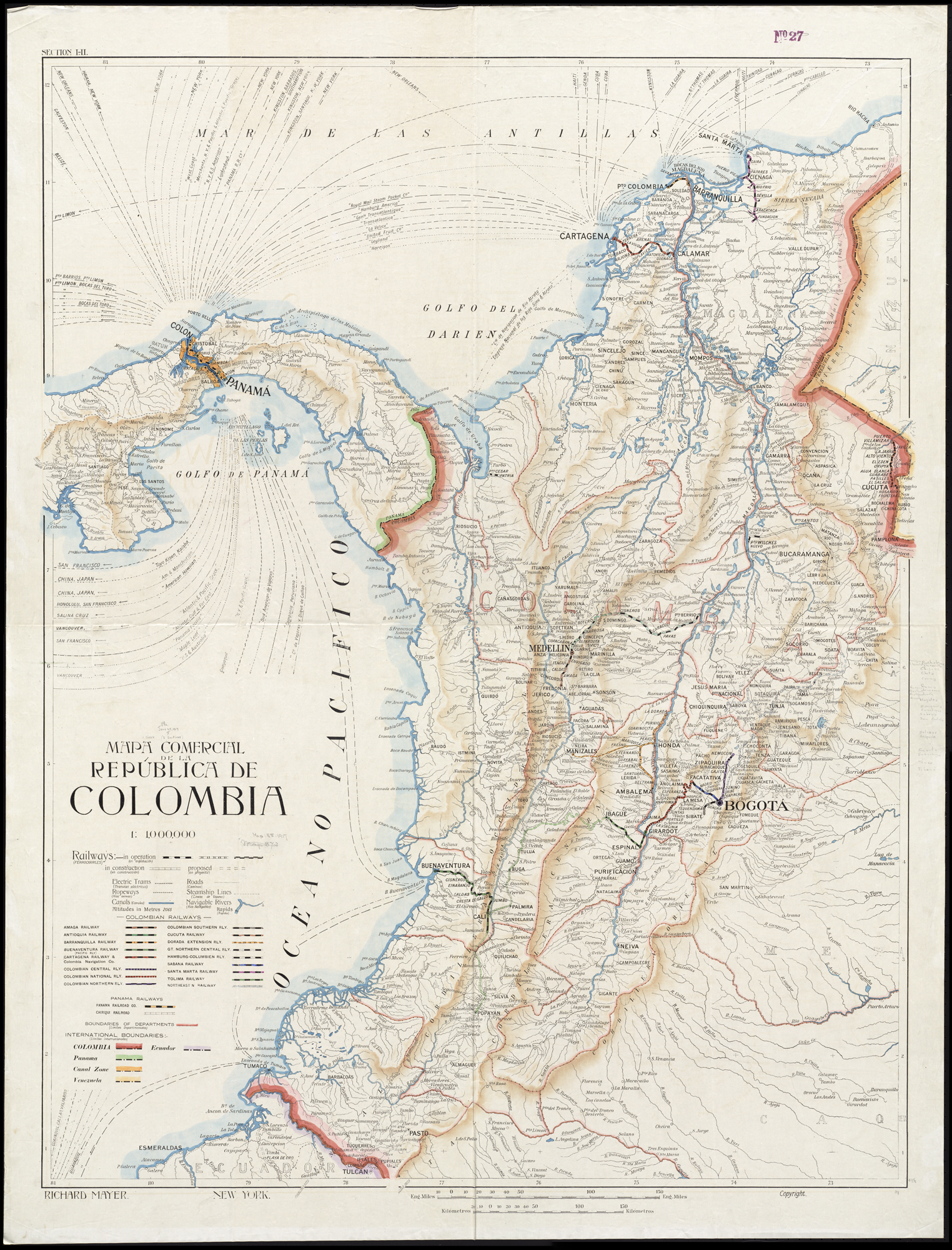
Mapa de Colombia de 1917, que muestra las vías férreas construidas hasta ese año.

La exportación de café fue determinante en la construcción de los ferrocarriles en Colombia, pues se desarrollaron vías para sacar este importante producto al exterior. Esta es la razón por la cual se observa una importante aglomeración de vías férreas en las regiones productoras del grano y orientadas a llevar el café a las costas o a los principales ríos del país. La red ferroviaria de Colombia se expandió rápidamente, pasando de tener 236 km construidos para el año 1885, a 875 km en 1910, y a 2 700 km en 1930; la propiedad de estas líneas estaba a cargo de las regiones.
La era británica de los ferrocarriles en Colombia se destaca por la creación de dos importantes empresas: la exitosa Colombian National Railway Company Ltd y la Great Northern Railway of Colombia Ltd, que lamentablemente terminó en bancarrota. La primera logró conectar diversas regiones del país, impulsando el comercio y modernizando el transporte. Por otro lado, la segunda enfrentó serias dificultades financieras, exacerbadas por problemas con los bonos que se habían emitido para su financiación. Este período de la historia ferroviaria colombiana refleja la complejidad de los proyectos de infraestructura, mostrando tanto los impactos positivos como los desafíos y obstáculos en el desarrollo ferroviario del país.
En 1954 el transporte férreo se nacionalizó con la creación de los Ferrocarriles Nacionales de Colombia (FCN), empresa que estaba adscrita al Ministerio de Obras Públicas y cuya finalidad era la reemplazar la administración de las empresas departamentales que tenían a su cargo la administración de las redes regionales; dicha incorporación se llevó a cabo sin mayores cambios en sus ya deficientes condiciones físicas, operativas y administrativas. En 1961 fue posible integrar las líneas que habían sido construidas en el último siglo, uniendo entre sí las principales ciudades del país con los puertos de Santa Marta y Buenaventura; en ese mismo año la red férrea del país alcanza su máxima longitud, que fue estimada en 3 431 km.
Hasta aquel momento el ferrocarril desempeñaba un papel relativamente importante en el desarrollo económico del país, alcanzando volúmenes de operación cercanos a los 3 millones de toneladas para el año de 1974 y que representaba el 12% del total de la carga movilizada en el país. A partir de 1975 se hizo evidente una aguda crisis financiera en los Ferrocarriles Nacionales originada por la carga prestacional con que nació la empresa, la rigidez del manejo laboral atada a múltiples leyes y convenciones colectivas, el sobredimensionamiento y mala distribución de la planta de personal, y el alto porcentaje de pensionados respecto al personal activo, originando altos costos que absorbieron un gran porcentaje de los recursos destinados al mantenimiento y conservación de la red férrea. Aparte de ello el sistema ferroviario entró en crisis a mediados del siglo XX debido a que el gobierno centró sus recursos en la estructuración, construcción y ejecución de proyectos carreteros logrando que los automóviles fueran el medio predilecto para el transporte de mercancías y pasajeros.
Tras analizar la situación financiera de la empresa, en octubre de 1986 el gobierno nacional determinó evaluar la viabilidad económica del transporte férreo. Después de realizar un estudio y evaluar varias alternativas, se precisó que no era deseable continuar operando el sistema férreo en las condiciones antes mencionadas. Se buscó evitar el cierre definitivo, revisando la experiencia que tenían otros países rehabilitando sus sistemas férreos para lograr una operación eficiente. Una de las primeras tareas consistió en liquidar la empresa Ferrocarriles Nacionales de Colombia en 1988 y en su lugar se creó la Empresa Colombiana de Vías Férreas (Ferrovías) con el objetivo de  mantener, mejorar, rehabilitar, extender, modernizar, explotar, dirigir y administrar la red férrea nacional y se autorizó la creación de empresas de transporte ferroviario de carácter mixto o enteramente privado, para la explotación y comercialización del sistema.
En el año 1995 se recomendó concesionar cerca de 1 880 km de la red férrea nacional vinculando inversionistas privados para llevar a cabo las actividades de rehabilitación, mantenimiento, operación y explotación de la red férrea, y buscando asegurar la funcionalidad en el largo plazo de los corredores que fueran económicamente viables y financieramente autosostenibles. En cumplimiento de este planteamiento Ferrovías adjudicó en 1998 la concesión de la Red Férrea del Pacífico y al año siguiente la concesión de la Red Férrea del Atlántico, proyectos con los cuales se esperaba recuperar 1991 km de red férrea. Si bien el gobierno invirtió más de 200 000 000 (doscientos millones) de dólares en la rehabilitación de las líneas (que mantuvieron los trazados y la trocha angosta con la que fueron construidos), este plan no logró los resultados esperados.
En 2003 se liquidó Ferrovías y sus contratos de concesión se transfirieron al Instituto Nacional de Concesiones (INCO, hoy ANI) que fue creado con el fin de planear, estructurar, contratar, ejecutar y administrar los negocios de infraestructura de transporte que se desarrollaban con capital privado en los modos carretero, fluvial, marítimo, férreo y portuario.
En marzo de 2024, se anunció la creación de la Agencia Nacional Férrea de parte del gobierno del presidente Gustavo Petro.

## Red actual

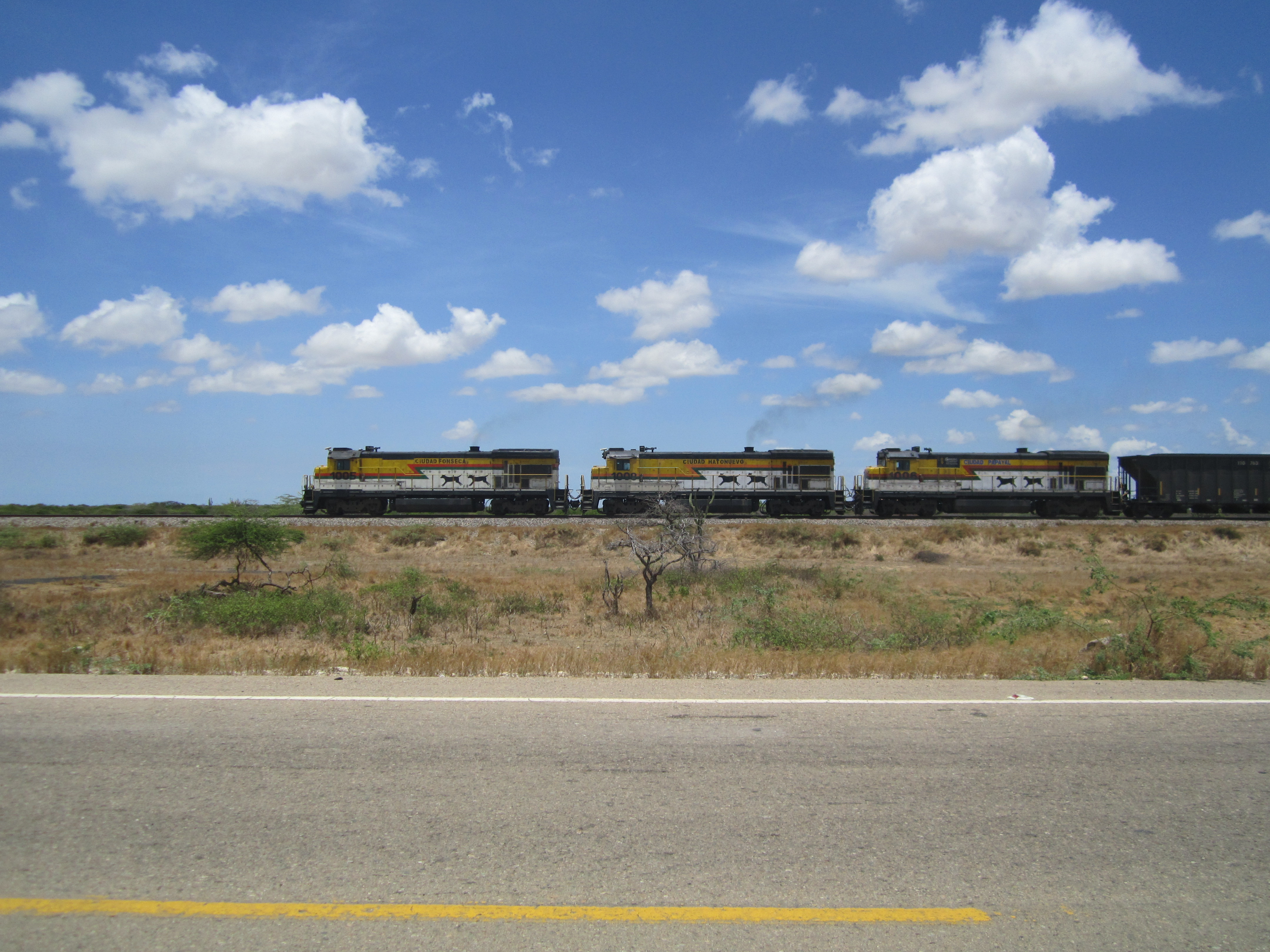
Tren de carga del complejo carbonífero del Cerrejón.

En Colombia actualmente se está trabajando en reactivar los corredores férreos. La red ferroviaria existente tiene una longitud total de 3 553 km, longitud que incluye 189 km de carácter privado (el Cerrejón y Paz de Río) y 3 364 km de la red pública; del total, 1 729 km se encuentran inactivos y sólo operan 1 804 km.
De estos 3 553 km, 1 991 km correspondían a los tramos férreos que en los años 1998 y 1999 fueron asignados a empresas privadas bajo el modelo de contratos de concesión. Actualmente, 1 610 km están bajo administración de la Agencia Nacional de Infraestructura (ANI), y 1 734 km del Instituto Nacional de Vías (INVIAS). Todos ellos se distribuyen en 3 proyectos zonales, de los cuales dos son concesionados y el restante es contrato de obra pública. El 26% de la carga del país se moviliza a través del ferrocarril, donde el carbón representa el 98% de la carga ferroviaria, seguida del cemento. Aunque el país ha realizado inversiones importantes en la rehabilitación de grandes tramos de la red férrea nacional, la intención de mantener los trazados existentes y la trocha angosta con la que fueron construidos hace más de 100 años los hace muy poco competitivos en comparación con el estándar internacional que permite la operación de locomotoras más veloces y con mayor capacidad de carga; aparte los trazados deberían ser modificados para optimizar los radios de curvatura y las pendientes que permitan una operación realmente eficiente en comparación con otros modos de transporte.

### Red férrea del Atlántico

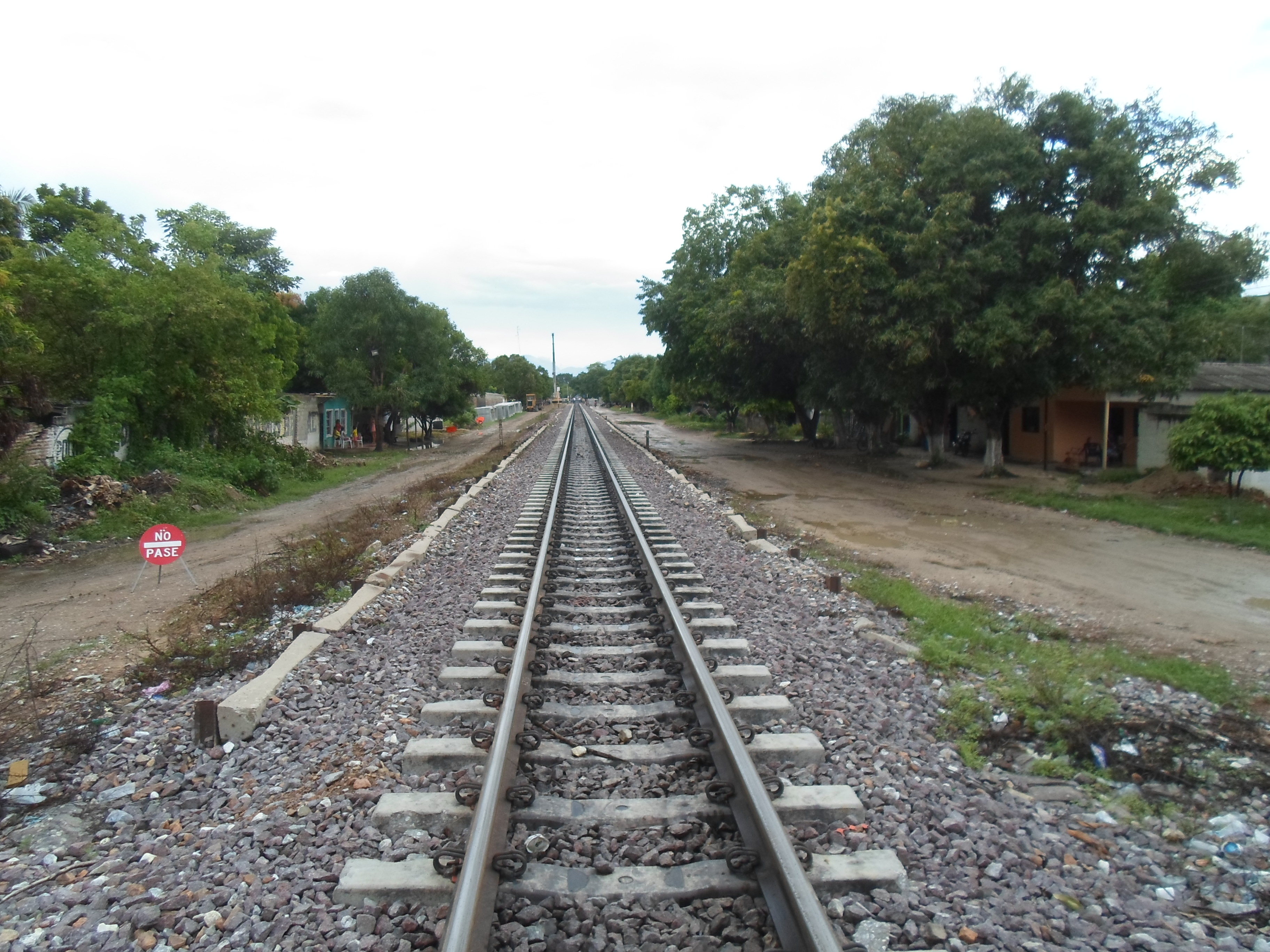
Vía férrea en Aracataca, Magdalena.

La red férrea del Atlántico está conformada por el tramo Chiriguaná - Santa Marta, con una extensión de 245 km en trocha angosta. Atraviesa los departamentos del Cesar y Magdalena. Está a cargo de la concesionaria FENOCO. Antes de ser segregada la red férrea central el objeto del contrato consistió en la rehabilitación, reconstrucción de 1 107 km de vía férrea, conservación de toda la red férrea concesionada, incluidos 376 km previamente rehabilitados por Ferrovías, para la prestación del servicio de carga, con una duración de la concesión de 30 años a partir del 3 de marzo de 2000.
| Tramo                 | Km  | Estado actual | Figura contractual    |
| --------------------- | --- | ------------- | --------------------- |
| Chiriguaná - Ciénaga  | 210 | Operando      | Concesionado (FENOCO) |
| Ciénaga - Santa Marta | 35  | Operando      | Concesionado (FENOCO) |

### Red férrea central

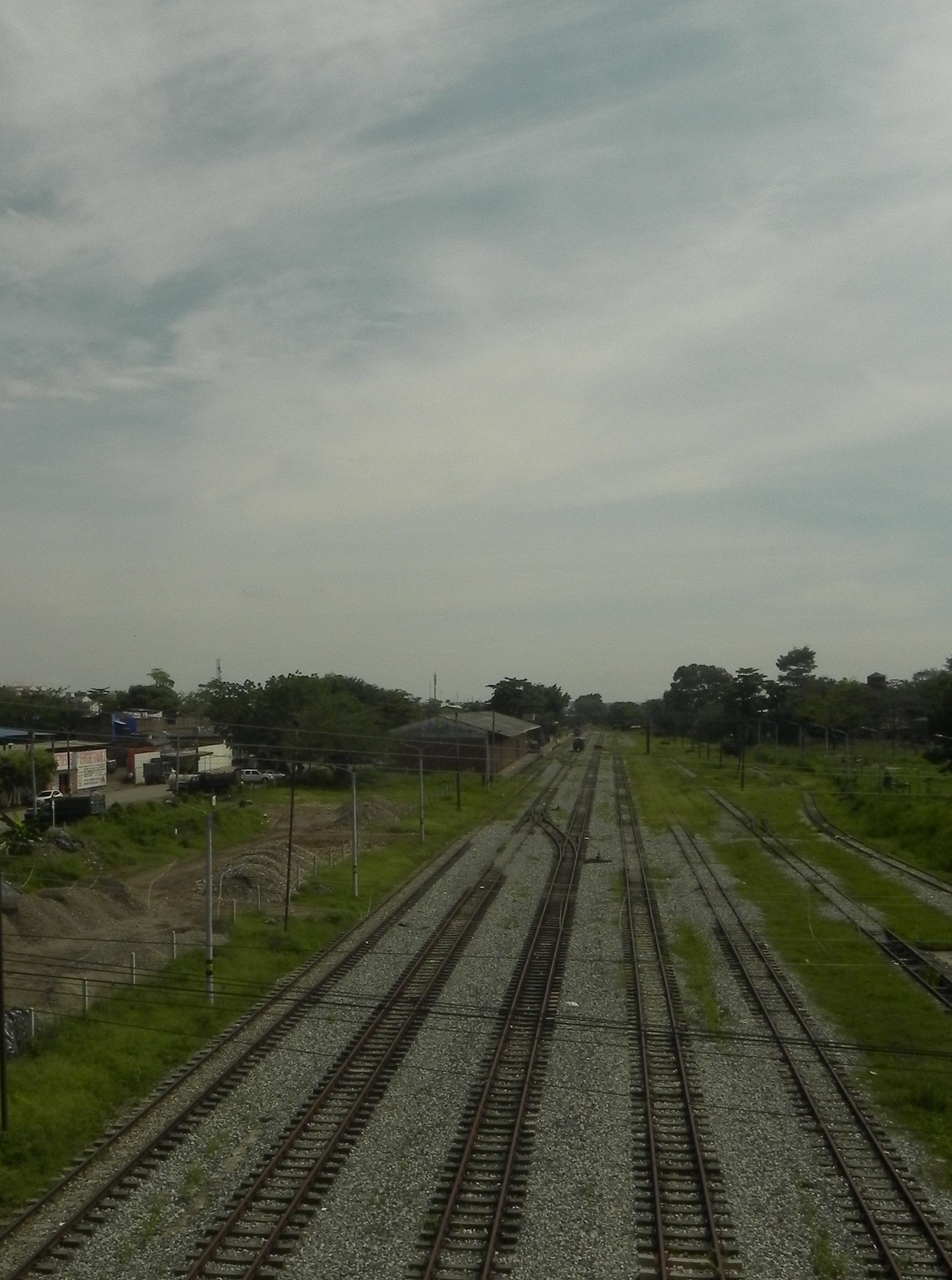
Vías del ferrocarril en Barrancabermeja, Santander.

La red férrea central está conformada por los tramos ubicados al norte de La Felisa (La Merced) y al sur de Chiriguaná, con una longitud de 2254 km en trocha angosta. Atraviesa los departamentos del Cesar, Santander, Boyacá, Antioquia, Caldas, Cundinamarca, Tolima, Huila y el Distrito Capital. La concesionaria Consorcio San Felipe administra 558.76 km entre La Dorada y Chiriguaná, la ANI administra 828.24 km y el INVÍAS 867 km. Está conectada con la red privada de 39 km de Acerías Paz del Río entre Belencito y Paz de Río.
Antes de ser segregada de la red férrea del atlántico, los tramos que manejaba FENOCO fueron entregados a la ANI para su administración, por medio de una modificación contractual, que consistía en entregar anualmente la suma de 120.000 millones de pesos al estado, los cuales se utilizan para financiar el 95% de la administración.
| Tramo                            | Km     | Estado actual              | Figura contractual                  |
| -------------------------------- | ------ | -------------------------- | ----------------------------------- |
| Bogotá (La Sabana - km 5+000)    | 5      | Operando                   | Administrado por el INVÍAS          |
| Bogotá (km 5) - El Corzo         | 30.87  | Sin rehabilitar/sin operar | Administado por la ANI              |
| Bogotá - Belencito               | 257    | Operando                   | Administado por la ANI              |
| La Caro - Zipaquirá              | 20.37  | Operando                   | Administado por la ANI              |
| La Dorada - Puerto Berrío        | 126.5  | Operando                   | Concesionado a Consorcio San Felipe |
| Puerto Berrío (Grecia - Cabañas) | 33.1   | Operando                   | Concesionado a Consorcio San Felipe |
| Puerto Berrío - San Rafael       | 189    | Operando                   | Concesionado a Consorcio San Felipe |
| San Rafael - Chiriguaná          | 205.68 | Operando                   | Concesionado a Consorcio San Felipe |
| Ramal Capulco                    | 4.48   | Operando                   | Concesionado a Consorcio San Felipe |
| La Felisa - Envigado             | 183    | Sin rehabilitar/sin operar | Administrado por el INVÍAS          |
| Puerto Wilches - Bucaramanga     | 118    | Sin rehabilitar/sin operar | Administrado por el INVÍAS          |
| Lenguazaque - Barbosa            | 117    | Sin rehabilitar/sin operar | Administrado por el INVÍAS          |
| Facatativá - Espinal             | 150    | Sin rehabilitar/sin operar | Administrado por el INVÍAS          |
| La Dorada - Buenos Aires         | 177    | Sin rehabilitar/sin operar | Administrado por el INVÍAS          |
| Espinal - Neiva                  | 160    | Sin rehabilitar/sin operar | Administrado por el INVÍAS          |
| Espinal - Ibagué                 | 55     | Sin rehabilitar/sin operar | Administrado por el INVÍAS          |
| Bogotá - El Salto                | 32     | Sin rehabilitar/sin operar | Administrado por el INVÍAS          |
| La Dorada - Facatativá           | 166    | Sin rehabilitar/sin operar | Administrado por el INVÍAS          |
| Envigado - Cisneros              | 93     | Sin rehabilitar/sin operar | Administrado por el INVÍAS          |
| Cabañas - Cisneros               | 74     | Sin rehabilitar/sin operar | Administrado por el INVÍAS          |
| Zipaquirá - Lenguazaque          | 57     | Sin rehabilitar/sin operar | Administrado por el INVÍAS          |
| Total                            | 2 254  | –                          | –                                   |

### Red Férrea del Pacífico

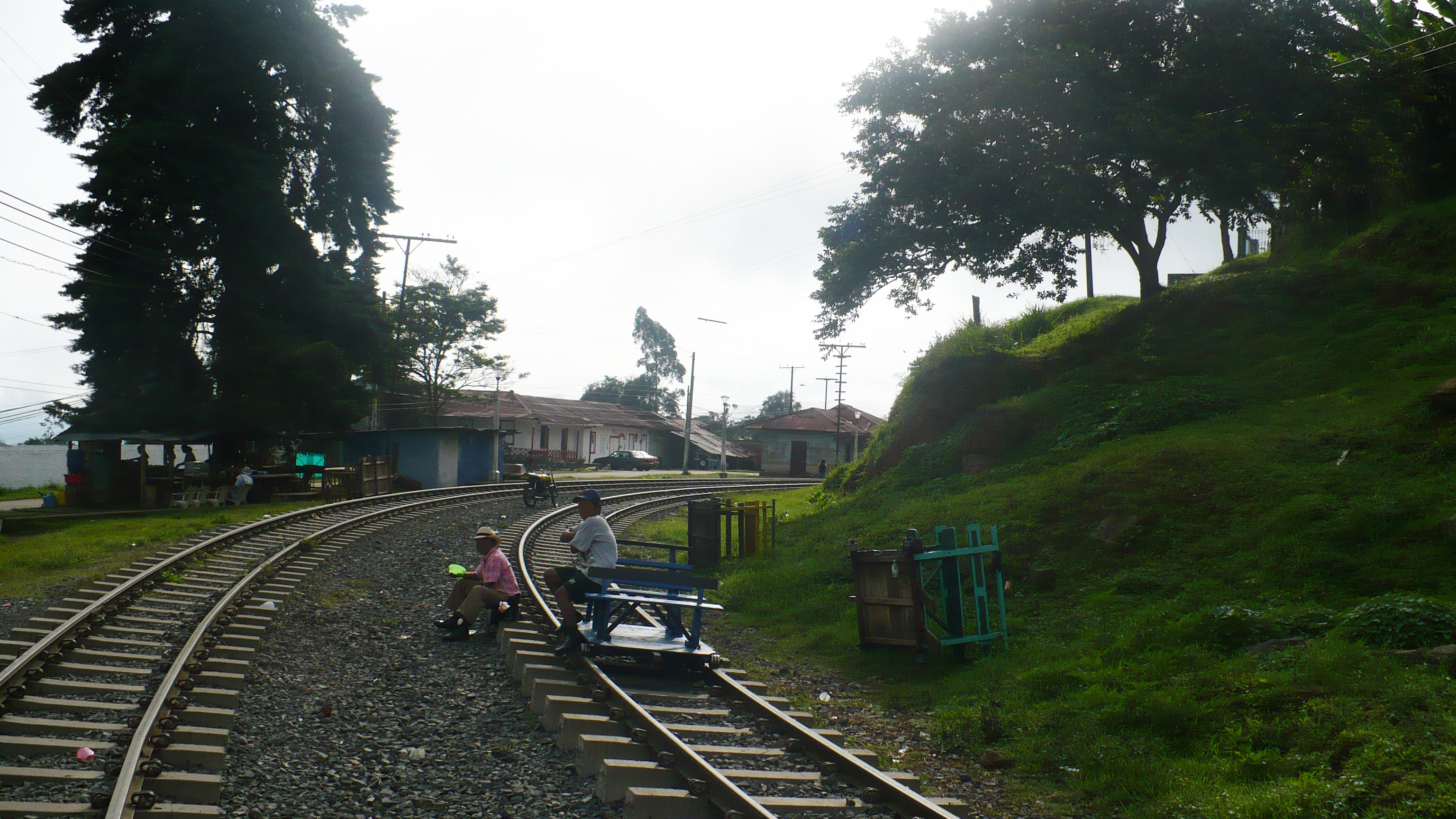
Vías del ferrocarril en La Cumbre, Valle del Cauca.

La Red Férrea del Pacífico está conformada por los tramos al sur de La Felisa (Caldas), con una extensión de 845 km en trocha angosta. Atraviesa los departamentos de Caldas, Quindío, Risaralda y Valle del Cauca. La ANI administra 498 km y el INVÍAS 347 km.
La red estuvo concesionada a dos empresas: Ferrocarril del Pacífico S.A.S (FDP) y a Tren de Occidente (TDO), estando encargada la FDP del tramo que va de Buenaventura hasta Zaragoza (desviándose a La Tebaida), con un total de 343 km, y la TDO de la vía que va desde Zaragoza hasta La Felisa. El objeto del contrato de concesión consiste en rehabilitar, conservar, operar y explotar el corredor férreo a cargo. La duración de la concesión es de 30 años, contados a partir del 14 de marzo de 2000. Se encuentra rehabilitado en un 80%, faltando algunos tramos entre Cartago y La Felisa con una longitud de 110 km. Debido a los incumplimientos contractuales del concesionario Ferrocarril del Pacífico S.A.S. (suspensión del servicio de carga y el no mantenimiento de vías y equipos), el día 12 de noviembre de 2019 se dio una resolución de caducidad del contrato por la ANI y se les impuso una multa de $97 969 millones de pesos. El recurso fue confirmado el 15 de mayo de 2020. El contrato finalizó el 17 de julio de 2022.
| Tramo                    | Km  | Estado actual              | Figura contractual         |
| ------------------------ | --- | -------------------------- | -------------------------- |
| La Felisa - Buenaventura | 459 | Rehabilitado               | Administrado por la ANI    |
| Zarzal - La Tebaida      | 39  | Rehabilitado               | Administrado por la ANI    |
| Cartago - Pereira        | 33  | Sin rehabilitar/sin operar | Administrado por el INVÍAS |
| La Tebaida - Armenia     | 17  | Sin rehabilitar/sin operar | Administrado por el INVÍAS |
| Armenia - Manizales      | 135 | Sin rehabilitar/sin operar | Administrado por el INVÍAS |
| Cali - Popayán           | 163 | Sin rehabilitar/sin operar | Administrado por el INVÍAS |
| Total                    | 845 | –                          | –                          |

### Concesiones ferroviarias
Las concesiones ferroviarias se otorgaron el 27 de julio de 1999 a Ferrocarriles del Norte de Colombia SA (Fenoco), como la concesión del Atlántico, y el 4 de noviembre de 1998, a la Sociedad Concesionaria de la Red Férrea del Pacífico SA, más tarde llamada Tren de Occidente SA como la concesión del Pacífico. Desde 1991, la sección La Loma–Puerto Drummond, con 192 kilómetros, transporta carbón. También de julio de 2003, la sección Bogotá–Belencito, con 257 kilómetros, está operando en la concesión del Atlántico Transporting Cement. En la concesión del Pacífico, la sección entre La Paila y Buenaventura tiene un total de 292 kilómetros.
En noviembre de 2009, el gobierno colombiano estableció un nuevo equipo de consultores y especialistas para supervisar la concesión estimada en 440 millones de dólares del Sistema Ferroviario Central. El proyecto consiste en construir un ferrocarril de 1 050 kilómetros de La Dorada a Chiriguaná, que vincula el área central de Colombia al puerto de Santa Marta en la costa atlántica. Parte del proyecto propuesto es la construcción de la prolongación de La Dorada, renovando los previos que conectan las localidades de La Dorada y Buenos Aires, Puerto Berrío, Envigado y La Dorada y Facatativá, y manteniendo el estiramiento de Chiriguaná-Buenos Aires. La licitación se suspendió debido a las preocupaciones de la corrupción, pero se reinició en febrero de 2011.
| Red       | Tramo                 | Longitud (km) | Concesionario |
| --------- | --------------------- | ------------- | ------------- |
| Atlántico | Chiriguaná - Ciénaga  | 207           | FENOCO        |
| Atlántico | Ciénaga - Santa Marta | 38            | FENOCO        |

### Programas de inversión
Hay un programa de inversión de 600 millones de dólares planificado para 2008 y estudios para una nueva línea de 350 millones de dólares entre Puerto Berrío y Saboyá. Bajo este contrato se construirían tramos de la red atlántica Neiva–Villavieja y 177 km Ibagué–La Dorada. Otros tramos a construir son Sogamoso–Tunja y Puerto Berrío–Cisneros.
China está estudiando la construcción de un tramo de vía férrea de 220 kilómetros que completaría el enlace entre las ciudades portuarias de Buenaventura y Cartagena, conectando las costas del Pacífico y el Caribe de Colombia. Esta alternativa ferroviaria competiría con el Canal de Panamá. Además de unir dos costas, China pretende facilitar con este ferrocarril la importación de carbón colombiano y la exportación de manufacturas chinas a América. Colombia espera que la creciente presencia económica de China en la región impulse la ratificación del Tratado de Libre Comercio con Estados Unidos, el mayor socio comercial del país.[cita requerida]
Un acuerdo de 47 millones de libras esterlinas entre el Ministerio de Transporte de Colombia y el vice primer ministro del Reino Unido, Nick Clegg, el 3 de febrero de 2014, prevé la rehabilitación de dos líneas ferroviarias de vía estrecha (una línea de 750 kilómetros desde La Dorada a Chiriguaná y una segunda línea de 300 kilómetros de Belencito a Bogotá). La construcción utilizará contratistas locales y se espera que tome de 18 a 24 meses. Las líneas serán para el tráfico de mercancías y el gobierno está financiando la construcción, pero planea privatizar la ruta una vez finalizada.

## Sistemas urbanos complementarios
A lo largo de la historia de Colombia han coexistido con el ferrocarril otros medios de transporte por medio de raíles que lograron un gran desarrollo en las principales ciudades, entre ellos el tranvía (particularmente a principios y mitad del sigo XX) y el metro (finales y principios del siglo XIX).

### Tranvías

#### Tranvía de Bogotá

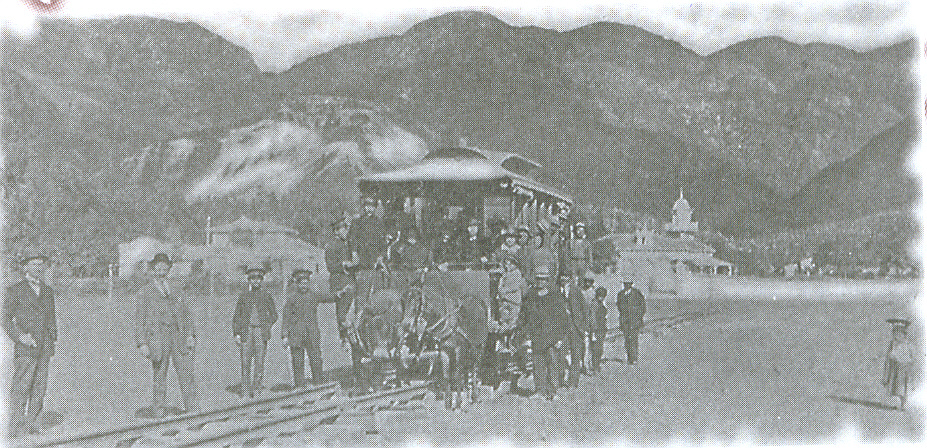
Tranvía de Bogotá en 1884.

El Tranvía de Bogotá inició su operación el 24 de diciembre de 1884, con el objetivo de concentrar el comercio hacia el centro de la ciudad. Con ello trajo a su vez una expansión hacia el norte y ser el principal motor en la transformación urbanística de Bogotá, debido principalmente a su característica lineal. Aparte de ello contó con la gran ventaja de que el Estado declaró la exención tributaria de los materiales usados para su construcción.
La primera línea que se construyó se ubicaba entre la Carrera Séptima desde la Plaza de Bolívar pasando por el Parque Centenario hasta la plazoleta de San Diego y luego continuaba hacia el norte por la carrera 13 hasta el barrio Chapinero. Tras el crecimiento poblacional surgió la necesidad de construir una segunda línea, que se concretó hacia 1892 y que unía la Plaza de Bolívar con la Estación de la Sabana. Hacia 1920 el sistema continuó su expansión entre dos tramos: el primero fue desde Las Cruces hasta el barrio Primero de Mayo y con un ramal hasta San Cristóbal. El otro segmento fue entre la calle 57 con carrera 13 hasta la calle 72 con carrera 13 logrando una longitud de 31.76 km.
A pesar de los esfuerzos por expandir el sistema, el crecimiento poblacional se elevó drásticamente trayendo consigo que el sistema no satisficiera las necesidades de los usuarios. Por tanto, el tranvía empezó su declive y la última construcción de una línea se realizó en 1947 llevándolo hasta el barrio Santander de la actual localidad de Antonio Nariño. Hacia 1951 se culminó la operación del sistema, pues los buses públicos suplieron en parte los problemas del tranvía.
Actualmente el tranvía de Bogotá se encuentra inactivo y destituido. Adicionalmente, por algunos tramos se construyeron rutas utilizadas por el sistema de transporte masivo TransMilenio observándose la conexión en diferentes estaciones entre el tranvía y el Ferrocarril de La Sabana.

#### Tranvía de Cali
A mediados de 1910 se inauguró el tranvía a vapor de Cali. Su ruta iniciaba en la carrera 9.ª con calle 12 y 13 del barrio el Calvario hasta llegar a la carrera 9 con calle 16 (Patio Bonito), luego continuaba por la calle 16 hasta llegar a la carrera 8 y seguía hasta la calle 19. Siguió expandiéndose por la carrera 8 hasta llegar a la calle 36 para terminar en Juanchito (Puerto Mallarino).
El sistema fue de gran importancia para los caleños pues conectaba el centro de la ciudad con el muelle, donde atracaban barcos que navegaban el río Cauca en especial entre Cali y La Virginia. Igualmente incrementó la economía del departamento, pues la exportaciones e importaciones aumentaron significativamente.

#### Tranvía de Medellín

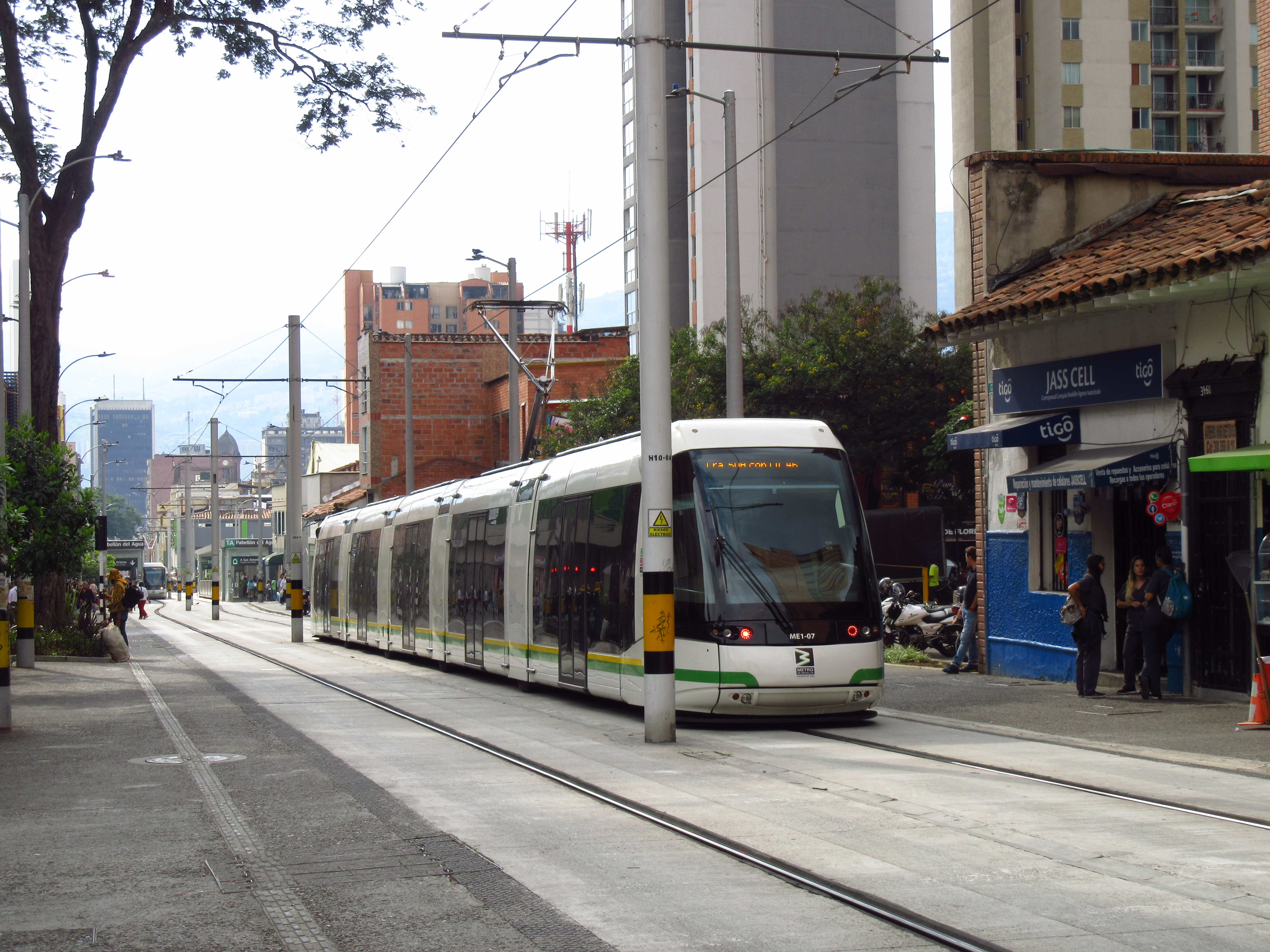
Tranvía de Medellín en 2018.

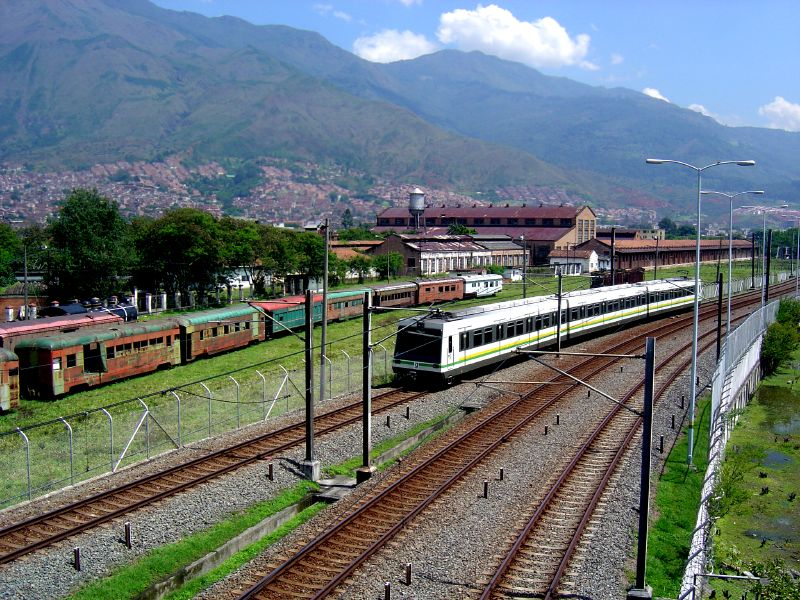
El Metro de Medellín.

En 1887 se implementó en Medellín el sistema de transporte tranvía, el cual consistía inicialmente en movilizar un coche tirado por animales de carga (burros o mulas) con el fin de transportar pasajeros. Con el pasar de los años el sistema se fue modernizando y para 1921 se inauguró el tranvía eléctrico cuyo objetivo era conectar Medellín con el río Magdalena y las diferentes zonas del país, para lo cual se construyeron líneas de oriente a occidente y de norte a sur. Las principales eran Sucre, Buenos Aires, Robledo, América, Belén y Aranjuez, que conectaban con el Parque de Berrío; la línea América hacia de conexión con el Ferrocarril de Antioquia específicamente en la Estación Libertadores.
Sin embargo el sistema entró en crisis por el aumento del parque automotor y porque no contaba con las capacidades para suplir la demanda real de los pasajeros, por tanto hacia 1951 dejó de funcionar.
Por más de 64 años el tranvía estuvo en el olvido. Tras la implementación y construcción de líneas alternas al metro, Medellín se esforzó en recuperarlo y ha realizado grandes inversiones para mejorar la movilidad del Área Metropolitana, logrando así una conexión entre diferentes sistemas de transporte masivo como el metro, cable, buses y el tranvía. En la actualidad una línea del tranvía se encuentra en operación con una longitud aproximada de 4.3 kilómetros, cuyo recorrido inicia en el centro de la ciudad especialmente en la Estación San Antonio del metro hacia el oriente en el barrio Alejandro Echavarría.

### Sistemas Metro
Medellín es, hasta el momento (2023), la única ciudad colombiana que ha construido un sistema metro (tránsito rápido). La planificación de un Metro de Bogotá ha estado en marcha durante años y se espera que se inaugure en 2028.

#### Metro de Medellín
El Tren metropolitano del Valle de Aburrá, conocido como Metro de Medellín, es el sistema de transporte ferroviario urbano del tipo metro del área metropolitana del Valle de Aburrá en Antioquia, Colombia; está compuesto por tres líneas férreas, a saber: dos líneas de servicio comercial; la línea A y la línea B; y una línea de alimentación: la línea C que alimenta a la B y sólo presta servicio comercial en determinadas ocasiones. Juntas suman una extensión total de 34.52 kilómetros.Cuenta con 45 estaciones en operación, todas ellas están adaptadas para facilitar el ingreso a personas de movilidad reducida (PMR). Este sistema de transporte es administrado por la empresa de capitales estatales Empresa de Transporte Masivo del Valle de Aburrá Ltda. - Metro de Medellín Ltda. 
Forma parte del Sistema integrado de transporte del Valle de Aburrá (SITVA), junto al Metrocable, al Metroplús, al Sistema integrado de transporte (SIT) y al Tranvía de Medellín.

#### Metro de Bogotá
El Metro de Bogotá es un proyecto de transporte ferroviario urbano que abastecerá a la ciudad de Bogotá, Colombia y su área metropolitana. Según el Plan de Ordenamiento Territorial (POT), el sistema contará con cinco líneas. Actualmente la Línea 1 se encuentra en construcción, mientras que la Línea 2 está en licitación.

## Antiguas líneas férreas del país
| Línea                                      | Tramos | Periodo de construcción | Características |
| ------------------------------------------ | --- | ----------------------- | --- |
| Ferrocarril de Amagá                       | Medellín - Amagá - Bolombolo - La Pintada - La Felisa                                                                             | 1911-1941               | Extensión del Ferrocarril de Antioquia, salía desde Medellín hacia el sur hasta terminar en La Felisa, donde se empalmaba con el Ferrocarril del Pacífico. Actualmente hace parte de la red férrea central. |
| Ferrocarril de Antioquia                   | Puerto Berrío - Pavas - Medellín                                                                                                  | 1875-1929               | De 193 kilómetros, cubría el trayecto entre Medellín y Puerto Berrío sobre el río Magdalena, obra del ingeniero cubano Francisco Javier Cisneros, logró reducir el tiempo de transporte de carga de 20 días a 1 día, y se concluyó con la excavación del Túnel de La Quiebra (1926-1929). Actualmente hace parte de la red férrea central. |
| Ferrocarril de Armenia-Ibagué              | Armenia - Ibagué | 1914-1949               | Servía de interconexión entre los ferrocarriles del Pacífico (en Armenia) y del Tolima (en Ibagué) Actualmente no hace parte de ninguna red y se encuentra en abandono. |
| Ferrocarril de Bolívar                     | Barranquilla - Sabanilla - Puerto Colombia                                                                                        | 1869-1873               | Actualmente no hace parte de ninguna red y se encuentra en abandono. |
| Ferrocarril de Caldas                      | Pereira - Puerto Caldas (Cartago) - Manizales Pereira - Quimbaya - Armenia                                                        | 1915-1929               | Su principal función era de transporte de carga (principalmente café) en el Viejo Caldas, conectándose con el Ferrocarril del Pacífico en Armenia. Actualmente hace parte de la red férrea del pacífico. |
| Ferrocarril de Cartagena                   | Cartagena - Calamar | 1889-1894               | Actualmente no hace parte de ninguna red y se encuentra en abandono. |
| Ferrocarril de Cúcuta                      | Cúcuta - Puerto Santander - Venezuela Cúcuta - Río Táchira                                                                        | 1878-1888               | Actualmente no hace parte de ninguna red y se encuentra en abandono. |
| Ferrocarril de Girardot                    | Girardot - Apulo - Facatativá (conexión con el FC de La Sabana)                                                                   | 1881-1909               | Cubría el trayecto entre Girardot y Apulo, y buscaba comunicar la sabana de Bogotá con el río Magdalena; empezó su construcción en 1873 en manos del ingeniero Francisco Javier Cisneros, siendo detenida posteriormente y reiniciada en 1881. En 1888 la línea llegó hasta Apulo y si bien se buscaba prolongarla hasta la sabana la carencia de recursos económicos llevó a postergarla; solo hasta 1895 se reanudó la obra y finalmente en 1905 llegó a Facatativá, en donde se empalmó con el Ferrocarril de La Sabana. En 1953 se incorporó a los Ferrocarriles Nacionales. Actualmente hace parte de la red férrea central. |
| Ferrocarril de La Dorada                   | La Dorada - Honda - Mariquita - Arrancaplumas - Yeguas - Ambalema                                                                 | 1881-1907               | Se contrató su construcción en 1872 pero se iniciaron sus trabajos en 1881 bajo la supervisión de Francisco Javier Cisneros, y debía cubrir el trayecto entre La Dorada y Ambalema. En 1894 la línea férrea llegó hasta los puertos de Arrancaplumas y Yeguas, y a los cinco años se extendió hasta Girardot pero fue interrumpido por la Guerra de los Mil Días. Los trabajos se reanudaron en 1905, y después de dos años llegaron hasta Ambalema. Actualmente hace parte de la red férrea central. |
| Ferrocarril de La Sabana y de Cundinamarca | Bogotá - Facatativá - Puerto Salgar                                                                                               | 1881-1909               | Iba entre Bogotá y Puerto Salgar con el propósito de comunicar a la primera con el río Magdalena; la obra fue encargada a los ingenieros colombianos Indalecio Liévano y Juan Nepomuceno González Vásquez quienes adaptaron el camino sugerido el francés Antoine Poncet en 1848. Se inició su construcción en 1882, llegó hasta Facatativá en 1889 y en 1917 se inauguró la Estación de la Sabana para servir como punto central del sistema férreo nacional. En 1921 se creó la Compañía del Ferrocarril de Cundinamarca, cuya prolongación hasta el bajo Magdalena se concluyó en 1925 y se empalmó con el Ferrocarril de Girardot; finalmente en 1936 se prolongó hasta Puerto Salgar. Ambas líneas se integraron en 1953 a la División Central de los Ferrocarriles Nacionales y se tendieron las últimas líneas férreas de Bogotá y su sabana; en ese entonces existían estaciones en Chapinero, Calle 100, Usaquén, La Caro, Briceño (Sopó), Tocancipá, Gachancipá y Cajicá al norte, Fontibón, Madrid, El Corso y Mosquera al occidente y Bosa, Soacha y Sibaté al suroccidente. Actualmente hace parte de la red férrea central. |
| Ferrocarril de Santa Marta                 | Santa Marta - Ciénaga - Aracataca - Fundación                                                                                     | 1881-1906               | Servía en el trayecto entre las localidades de Fundación y Santa Marta con el fin de transportar las cargas de banano de estas áreas. Se iniciaron obras en 1882 y si bien pretendía llegar hasta El Banco a orillas del río Magdalena solo fue posible construir rieles hasta la actual localidad de Zona Bananera, siendo luego prolongado hasta Fundación. Finalmente le gobierno asumió el control directo del ferrocarril para el año de 1947. Actualmente hace parte de la red férrea del atlántico. |
| Ferrocarril del Atlántico                  | Puerto Wilches - Puerto Berrío Puerto Salgar - Puerto Berrío - Gamarra - Fundación La Dorada - Puerto Berrío                      | 1950-1961               | Actualmente hace parte de la red férrea del atlántico. |
| Ferrocarril del Carare                     | Tunja - Vélez | 1925-1928               | Era un trayecto que comunicaba Tunja con Vélez y de ahí hasta el río Magdalena. En 1930 llegó a la localidad de Vélez pero las obras fueron suspendidas por la crisis económica y en su lugar se construyó la vía Tunja–Barbosa–Puerto Olaya. Actualmente no hace parte de ninguna red y se encuentra en abandono. |
| Ferrocarril del Nordeste                   | Bogotá - Usaquén - Albarracín - Tunja - Sogamoso - Paz de Río                                                                     | 1925-1938               | Cubría el trayecto entre Bogotá y Paz de Río y buscaba comunicar los departamentos de Cundinamarca y Boyacá. La construcción estuvo a cargo de la firma belga Societé Nationale de Chemins de Fer; tras iniciar obras llegó en 1930 a Albarracín y un año más tarde a Tunja y Sogamoso. En 1938 la Nación lo compró y lo prolongó hasta Paz de Río para facilitar el transporte del material de las minas de hierro. Actualmente hace parte de la red férrea central. |
| Ferrocarril del Norte                      | Bogotá - Puente del Común - Cajicá - Zipaquirá - Chiquinquirá - Barbosa                                                           | 1889-1935               | Cubría la ruta entre Bogotá y Barbosa, iniciando en 1884 su construcción del tramo entre Bogotá y Zipaquirá, localidad a la que llegó en 1898. Se contrató su prolongación hacia Bucaramanga en 1906 pero por problemas financieros solo se construyó el tramo hasta Barbosa en 1935. Actualmente hace parte de la red férrea central. |
| Ferrocarril del Oriente                    | Puente Nuñez - Río Fucha - Yomasa - Usme                                                                                          | 1914-1931               | Iba de Puente Núnez y Usme, con el fin de comunicar Bogotá con el río Meta. Comenzaba con un tranvía eléctrico en la Plaza de Bolívar que iba hasta Puente Núñez, que luego se prolongó hasta el río Fucha y después de diez años llegó a Yomasa; en 1928 a Usme pero las obras fueron suspendidas en 1930. En 1935 se levantaron sus rieles. Actualmente no hace parte de ninguna red y se encuentra en abandono. |
| Ferrocarril del Pacífico                   | Buenaventura - Córdoba - Dagua - Yumbo - Cali - Palmira - Buga - Tuluá - Bugalagrande - Zarzal - Cartago Cali - Jamundí - Popayán | 1884-1927               | Emprendida por el ingeniero Francisco Javier Cisneros, debía cubrir la ruta entre Buenaventura y Cali. El contrato se suscribió en 1872 pero por dificultades económicas se iniciaron obras apenas en 1884, llegando en 1909 a Papagayeros y La Delfina, atravesando la cordillera y culminando en Cali en 1915. Se articuló luego con el Ferrocarril de Caldas al extenderse hasta Cartago en 1923. Actualmente hace parte de la red férrea del pacífico. |
| Ferrocarril del Sur                        | Soacha - Sibaté - Bogotá (conexión con el FC de La Sabana) - Salto del Tequendama                                                 | 1895-1927               | Iba entre Soacha y Bogotá, donde empalmaba con el Ferrocarril de La Sabana. Inicio sus obras bajo la dirección del ingeniero Enrique Morales Ruíz, y tras finalizar obras en 1912 se empezó a construir un tramo hacia el salto del Tequendama que fue finalizado en 1927. Si bin sus rieles fueron levantados en 1943, actualmente aún hace parte de la red férrea central.. |
| Ferrocarril del Tolima-Huila               | Girardot - Ibagué (conexión con el FC de Armenia) - Chicoral - Espinal - Villavieja - Neiva                                       | 1893-1937               | Actualmente hace parte de la red férrea central. |